# Maraschino
-Il maraschino è un liquore d'origine dalmata, in particolare di Zara, ottenuto dalla distillazione delle marasche, un tipo particolare di ciliegie aspre della varietà Prunus cerasus var. marasca.
Dolce e incolore, ha un contenuto alcolico del 30% circa e viene tradizionalmente commercializzato in tipiche bottiglie impagliate a mano.

## Caratteristiche
Per preparare il maraschino, viene prima fatta un'infusione alcolica delle ciliegie marasche, talvolta anche con i noccioli schiacciati e/o con le foglie; quando l'infusione è pronta, il tutto viene distillato e lasciato maturare. Infine, il distillato viene trasformato in liquore aggiungendoci sciroppo di zucchero, acqua e altri particolari ingredienti, abbassando il grado alcolico fino a circa il 30%.

## Storia
La produzione del "rosolio maraschino" ebbe inizio a Zara, nella Dalmazia veneta, fin dal medioevo. La più antica ricetta fino ad oggi pervenuta, risalente al XVI secolo, la si deve ai farmacisti di un monastero domenicano della città.

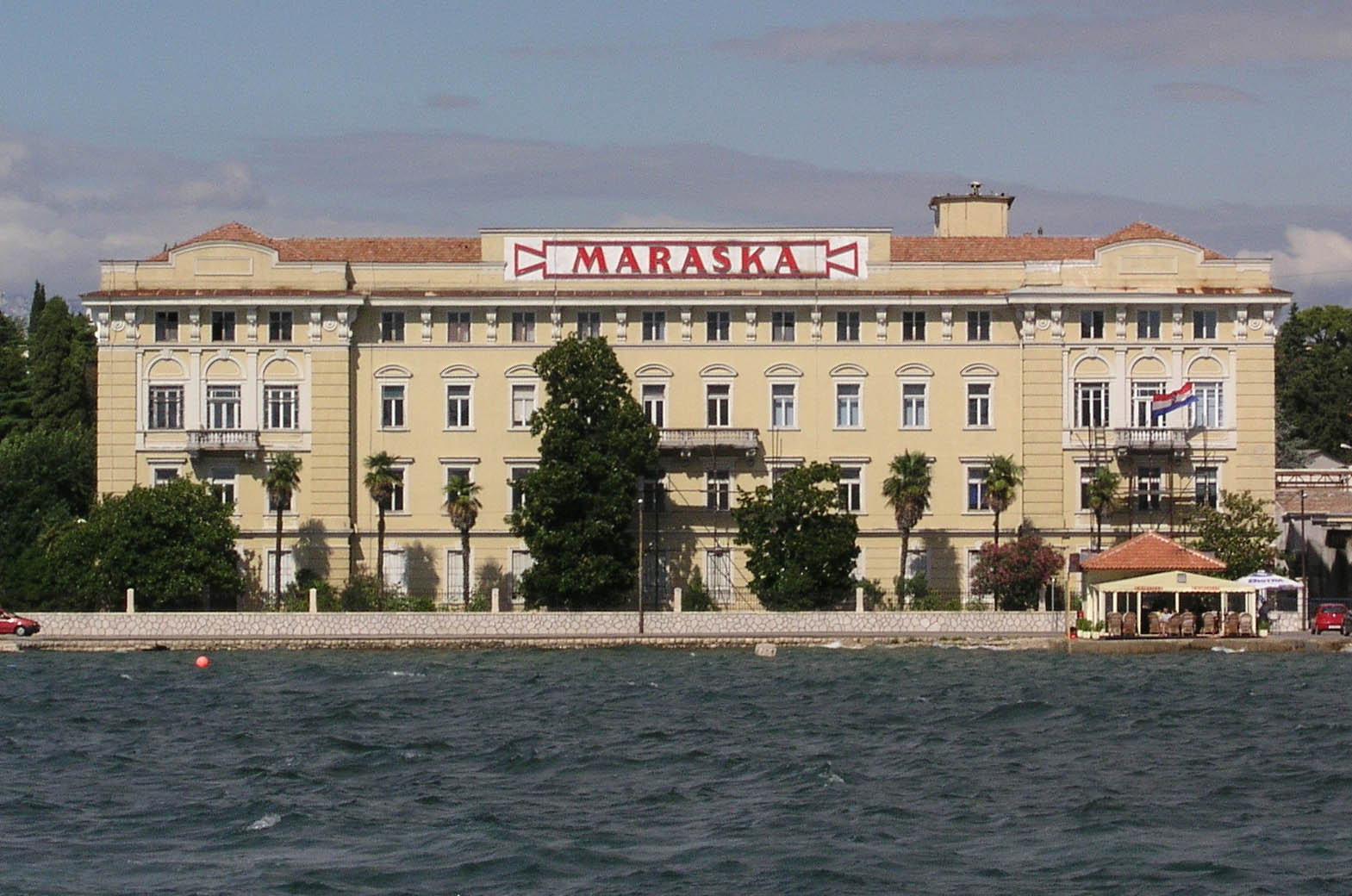
La vecchia fabbrica della Luxardo a Zara, attuale sede della Maraska

La prima produzione industriale di maraschino venne avviata nel 1759, sotto la Repubblica di Venezia, dal mercante veneto Francesco Drioli che perfezionò e sviluppò gli innovativi esperimenti di distillazione delle marasche iniziati dal veneziano Giuseppe Carceniga e fondò nel 1759 l'omonima fabbrica, la Fabbrica di maraschino Francesco Drioli. A fine ‘700 il suo maraschino aveva già raggiunto grande fama ed aveva conquistato i principali i mercati europei, soprattutto quello inglese. Il primo avviso pubblicitario sul Morning Post and Daily Advertiser di Londra, nel quale la ditta Johnson and Justerini informava  “the nobility and gentry” di aver “just imported a large quantity of Maraschino from Zara”…of the most exquisite flavour”, risale al 17 giugno 1779 e nel 1804 l'Imperatore d'Austria aveva concesso alla sua fabbrica il titolo di Imperial Regia Privilegiata con diritto all'uso di stemma.. Richiesto dai notabili d'Europa, dai governanti e dalle corti sovrane, la fabbrica Francesco Drioli fu fornitrice patentata con diritto all'uso dei rispettivi stemmi delle case regnanti d'Austria, Italia e Inghilterra. Navi da guerra inglesi venivano inviate dalle basi di Corfù e Malta appositamente per prelevare i carichi di maraschino per i regnanti inglesi che nelle persone del Duca di York (il futuro Giorgio V) e del Duca di Edimburgo nel 1887 visitarono la fabbrica accettando “volentieri uno scelto buffet“ nell'abitazione della famiglia Salghetti-Drioli ed acquistando “più casse di Rosolio e parecchi vasi di marasche“ (Il Dalmata, a.XXII, n.77 del 28 settembre 1877). Ma fin dagli inizi il maraschino Drioli fu soggetto a contraffazioni, piaga che perseguitò sempre la fabbrica e che non cessò nemmeno dopo la sua definitiva chiusura (1980), costringendo i proprietari a continue azioni legali. Nicolò Tommaseo commentando nel suo Via Facti, la vasta diffusione del maraschino Drioli in “ Italia” e in “tutte cinque le parti del mondo” scrisse  “ in tutte bevuto e in tutte falsificato…”.
Le bottiglie quadrotte, di vetro verdolino, erano fornite dalle vetrerie di Murano. L'adozione della bottiglia impagliata, secondo l'uso veneziano per i lunghi trasporti via mare, che ne rese caratteristica l'immagine nel tempo, risale già ai primi anni dell'800.. Fu dopo il passaggio del Veneto sotto sovranità italiana che Francesco Salghetti-Drioli, di Giuseppe, promosse la costituzione in loco di una “ Fabbrica Vetrami”  per la quale fece venire da Murano manodopera specializzata e della quale fu il primo presidente.
Nel frattempo, nel 1821, il console del Regno di Sardegna a Zara, il patrizio genovese Girolamo Luxardo, aprì anch'egli una distilleria a Zara per produrre maraschino, ottenendo otto anni dopo il privilegio imperiale (da cui il nome della azienda: Privilegiata Fabbrica Maraschino Excelsior Girolamo Luxardo). Altra storica azienda di Zara fu inoltre la Romano Vlahov, fondata nel 1861.
Nel giro di breve tempo il maraschino di Zara si guadagnò una notevole fama e, grazie all'intraprendenza dei produttori, divenne il primo prodotto dalmata ad essere esportato oltreoceano.
La produzione del maraschino, proseguita in seguito all'annessione della città al Regno d'Italia, venne gravemente compromessa dagli eventi bellici della seconda guerra mondiale: in seguito ai tragici bombardamenti alleati (che distrussero gran parte della città e con essa le storiche distillerie) e alle rappresaglie dei partigiani titini (dei quali rimasero vittime anche gli industriali Pietro e Nicolò Luxardo, quest'ultimo affogato assieme alla moglie), gli imprenditori zaratini cercarono rifugio in altre regioni d'Italia, seguiti dalla stragrande maggioranza dei dalmati italiani che presero la strada dell'esodo in vista della cessione di Zara alla Jugoslavia (1947).
Nella penisola italiana il maraschino trovò tuttavia una patria d'adozione: Giorgio Luxardo dell'omonima industria Luxardo, stabilitosi a Torreglia nei pressi di Padova, già nel 1947 aprì una nuova distilleria ancor oggi in attività. Vittorio Salghetti-Drioli si trasferì a Venezia e nel 1946 riaprì l'attività a Mira, vicino a Venezia. Dopo la morte di Vittorio (1974), le eredi costituirono con la Società Finanziaria Europea di Milano un nuovo gruppo, "Distillerie Venete Mira SpA" (DI. VE. MI.), nel quale conferirono l'azienda, mantenendo la proprietà dell'opificio, dei marchi e dei ricettari, dei quali autorizzarono l'utilizzo. Nel 1980 il Consiglio di Amministrazione, presieduto da Maria Silvia Salghetti-Drioli, decise la cessazione della produzione e la messa in liquidazione della società. Veniva così definitivamente a chiudersi, come da desiderio di Vittorio, la lunga vicenda imprenditoriale della storica "Fabbrica del maraschino di Zara", la più antica d'Italia. Ma dopo breve tempo ripresero, e si aggravarono sul mercato, i tentativi di manipolazione storica e di indebita appropriazione del marchio Drioli.
A memoria della storia del “maraschino di Zara“ resta l'importante archivio Salghetti-Drioli, che dalla seconda metà del ‘700 arriva fino ai giorni nostri. Di questo, uno spezzone è conservato in famiglia a Vicenza e, dichiarato nel 1991 di “notevole interesse storico” dal Ministero per i Beni e le attività culturali, è stato inventariato dalla prof.ssa G. Bonfiglio-Dosio. Lo spezzone rimasto a Zara, confiscato dopo la guerra con il passaggio di Zara sotto la Jugoslavia, è conservato nell'Archivio di Stato di Zara  (Drzavni Arhiv u Zadru) nel Fondo Tvornica F. Drioli ed è stato catalogato dall'archivista Marijan Maroja.. L'archivio nel suo insieme documenta non solo la storia della fabbrica e il suo sviluppo nel succedersi delle sette generazioni di imprenditori e il loro non indifferente apporto alla storia di Zara,  ma apre un ampio panorama sugli avvenimenti storici che sconvolsero l'area adriatica e che si dipanano dalla caduta della Serenissima Repubblica (1797) fino al passaggio di Zara sotto sovranità jugoslava (1945), attraversando il periodo austriaco,  poi francese, quindi ancora austriaco, e infine italiano, offrendo un inedito campo di indagine a storici ed archivisti (11).
A Zara le autorità jugoslave decisero di riprendere l'attività produttiva e i patrimoni confiscati alle storiche fabbriche con tutte le attrezzature ancora agibili furono riuniti in un'unica impresa con sede nell'ex distilleria Luxardo; l'azienda tentò anche l'utilizzo del nome Luxardo, riprendendo la produzione di maraschino col medesimo nome finché, in seguito ad un'azione legale, la denominazione di fabbrica mutò il suo nome in Maraska d.d., che rappresenta tuttora il più diffuso marchio di fabbrica di maraschino croato.

## Gastronomia
In cucina il maraschino viene sovente impiegato per la preparazione di dolci oppure per la correzione di macedonie di frutta o di gelati. Si presta inoltre nella preparazione di cocktail (es. Aviation cocktail).

## Marchi storici
- Privilegiata Fabbrica Maraschino Excelsior Girolamo Luxardo, fondata a Zara nel 1821 e trasferitasi a Torreglia dopo la seconda guerra mondiale
- Distilleria Romano Vlahov, fondata a Sebenico nel 1861, trasferitasi a Zara nel 1886 e a Bologna dopo la seconda guerra mondiale
- Fabbrica di maraschino Francesco Drioli, fondata a Zara nel 1759, trasferitasi a Mira dopo la seconda guerra mondiale e chiusa nel 1978
- Fabbrica Maraschino Stampalia
- Distilleria Calligarich
- Distilleria Millicich
- Distilleria Magazzin
- Distilleria Stanich
- Maraska d.d.

## Citazioni
In Grease (1978), celebre pellicola di Randal Kleiser, Marty Maraschino (Dinah Manoff) dice di chiamarsi "come quello delle ciliegie", ciliegie al Maraschino appunto, a sottolineare come fossero già ampiamente conosciute negli Stati Uniti degli Anni '70 - quando il film fu girato - e nell'epoca in cui era ambientato, gli Anni '50.